# Paraleiocapitella mossambica
Paraleiocapitella mossambica är en ringmaskart som beskrevs av Thomassin 1970. Paraleiocapitella mossambica ingår i släktet Paraleiocapitella och familjen Capitellidae. Inga underarter finns listade i Catalogue of Life.